# Els Algars
Els Algars és una pedania de la localitat de Cocentaina (el Comtat). L'any 2020 tenia una població estimada de 101 habitants.
Està situada aproximadament a 1,6 km de la veïna localitat d'Alcoi, a 3,5 km de Cocentaina i a 2,5 km de Poble Nou de Sant Rafel.